# Демократическа партия (Сърбия)
Вижте пояснителната страница за други значения на Демократическа партия.
Демократическата партия (на сръбски: Демократска странка) е лявоцентристка социалдемократическа и социаллиберална политическа партия в Сърбия. Основана е през 1990 г. Към август 2008 г. членовете на партията достигат 163 045 души. От 2018 г. председател на партията е Зоран Лутовац.

## История
Партията е наследник на Демократическата партия в Кралство Югославия, основана на 16 февруари 1919 г. в Сараево. Неин пръв председател е Любомир Давидович, след смъртта му през 1940 година, председател става Милан Грол. В края на втората световна война през 1945 г., с образуването на СФРЮ и с идването на комунистите на власт бива забранена.
На 11 декември 1989 г. група интелектуалци провеждат пресконференция и обявяват възстановяването на Демократическата партия. Към този момент законово многопартийна система все още не е била оформена, но атмосферата преди разпадането на бившата СФРЮ предвещава края на еднопартийния режим. От конференцията е изпратена покана за членство в първата опозиционна партия в Сърбия. Събранието, което подновява дейността на партията се провежда на 3 февруари 1990 г. За пръв ръководител е избран Драголюб Мичунович, а за председател на изпълнителния съвет – Коста Чавошки. На 12 май в театър „Душко Радович“ в Белград се провежда събранието на Демократическата младеж. За предсетател е избран студентът Александър Тодорович. На 13 юни партията участва в първия антиправителствен протест.

## Резултати от избори
На парламентарните избори през 2016 г. Демократическата партия се класира на трето място и печели 13 от 250 места в парламента.